# BMW V12 LMR
BMW V12 LM och den efterföljande BMW V12 LMR är en serie sportvagnsprototyper, tillverkade av den tyska biltillverkaren BMW mellan 1998 och 2000.

## Bakgrund
BMW hade testat sportvagnsracing och vunnit Le Mans 24-timmars 1995 som motorleverantör till McLaren F1. BMW Motorsport hade även drivit ett stall F1 GTR-bilar tillsammans med Schnitzer Motorsport i FIA GT 1997. McLaren-bilen var inte längre konkurrenskraftig och BMW hade tecknat kontrakt med WilliamsF1 om motorleveranser från och med formel 1-säsongen 2000, men innan dess gjorde BMW en satsning på att vinna Le Mans 24-timmars under eget namn.

## BMW V12 LM
BMW beslutade att bygga en öppen prototyp, kallad BMW V12 LM, till Le Mans-loppet 1998. Man återanvände M-avdelningens V12-motorn från McLaren F1. Sedan vände man sig till sin nya partner Williams för att få hjälp med chassi och kaross. Williams hade ringa erfarenhet av sportvagnar och bilen visade sig ha problem med aerodynamiken och kylning av motorn.

## BMW V12 LMR
Året därpå hade man tagit fram en ny version, kallad BMW V12 LMR, där Williams dragit nytta av erfarenheterna och rättat till problemen. Motorn däremot lämnades oförändrad. Efter Le Mans-loppet 1999 avbröt BMW utvecklingen och satsade på formel 1 med Williams.

## Tekniska data
| Tekniska data         | BMW V12 LMR                                                           |
| --------------------- | --------------------------------------------------------------------- |
| Motor:                | Mittmonterad 12-cylindrig 60° V-motor                                 |
| Cylindervolym:        | 5990 cm³                                                              |
| Borrning x slaglängd: | 86,0 x 85,9 mm                                                        |
| Max effekt:           | 580 hk vid 6 500 v/min                                                |
| Max vridmoment:       | 678 Nm                                                                |
| Ventilstyrning:       | Dubbla överliggande kamaxlar per cylinderrad, 4 ventiler per cylinder |
| Bränslesystem:        | Bränsleinsprutning                                                    |
| Växellåda:            | 6-växlad manuell                                                      |
| Hjulupphängning:      | Dubbla tvärlänkar, horisontellt liggande skruvfjädrar och stötdämpare |
| Bromsar:              | Keramiska skivbromsar                                                 |
| Chassi & kaross:      | Självbärande monocoque av aluminium-honeycomb med kolfiberkaross      |
| Hjulbas:              | 2790 mm                                                               |
| Torrvikt:             | 900 kg                                                                |
| Toppfart:             | 350 km/h                                                              |

## Tävlingsresultat
BMW V12 LM debuterade med två bilar på Le Mans 1998, körda av Schnitzer Motorsport. Problem med drivlinan gjorde att båda bilarna bröt tidigt. Efter loppet såldes bilarna till privatstall som tävlade med dem i American Le Mans Series och FIA Sportscar Championship, utan större framgång.
BMW V12 LMR debuterade vid Sebring 12-timmars 1999. Tom Kristensen, JJ Lehto och Jörg Müller vann loppet. Även i Le Mans-loppet bärgade Schnitzer-teamet en seger, med förarna Joachim Winkelhock, Pierluigi Martini och Yannick Dalmas. Efter Le Mans återvände BMW till American Le Mans Series, där BMW Motorsport slutade tvåa i mästerskapet.
BMW Motorsport körde en sista säsong i American Le Mans Series år 2000, där man åter slutade tvåa i mästerskapet, innan bilen pensionerades.